# Hirova, Călărași
Hirova este un sat din raionul Călărași, Republica Moldova.

## Istorie
Satul Hirova a fost menționat documentar în anul 1495:
„Din mila lui Dumnezeu, noi, Ștefan voievod, domn al Țării Moldovei. Facem cunoscut, cu această carte a noastră, tuturor celor care o vor vedea sau o vor auzi citindu-se, a a venit, înaintea noastră și înaintea boierilor noștri moldoveni, mari și mici, Nastea, fiica lui Rosomac, de bunăvoia ei, nesilită de nimeni, nici asuprită, și a vândut ocina ei dreaptă, din uricul ei drept, un sat pe Măiatini, anume Hirova, între Dereneu și între Grișani, unde a fost casa tatălui ei, Rosomac, și a vândut-o slugilor noastre, Toader, fiul lui Miclea Bălcescul, și Dragotă Vulpescul, pentru 55 de zloți tătărești.

...

Iar pentru mai mare putere și întărire a tuturor celor mai sus scrise, am poruncit credinciosului nostru pan, Tăutul logofăt, să scrie și să atârne pecetea noastră la această carte a noastră.

A scris Sandru Cârje, la Suceava, în anul 7003 <1495>, luna martie 17.”

## Administrație și politică
Componența Consiliului local Hirova (9 consilieri), ales la 5 noiembrie 2023, este următoarea:
|  | Partid                                        | Consilieri | Componență | Componență | Componență | Componență |
|  | --------------------------------------------- | ---------- | ---------- | ---------- | ---------- | ---------- |
|  | Partidul Dezvoltării și Consolidării Moldovei | 4          |            |            |            |            |
|  | Partidul Acțiune și Solidaritate              | 3          |            |            |            |            |
|  | Partidul Socialiștilor din Republica Moldova  | 1          |            |            |            |            |
|  | Partidul Liberal Democrat din Moldova         | 1          |            |            |            |            |